# 2-я пехотная дивизия (Российская империя)
2-я пехотная дивизия — пехотное соединение Русской императорской армии.
Штаб дивизии: Динабург (1837), Лида (1849), Вильно (1861), Казань (1866), Брест-Литовск (1892), Брест-Литовск (1907), Новогеоргиевск (1911, 1914). С 1913 г. входила в 23-й армейский корпус.

## История дивизии

### Формирование
Сформирована 5 февраля 1806 как 4-я дивизия, с 4 мая 1806 г. — 5-я дивизия. До 13 октября 1810 года в состав дивизии входила кавалерийская бригада. С 31 марта 1811 года дивизия переименована в 5-ю пехотную. Впоследствии состав частей дивизии неоднократно изменялся.
Наименования дивизии:
- 05.02.1806 — 04.05.1806 — 4-я дивизия
- 04.05.1806 — 31.03.1811 — 5-я дивизия
- 31.03.1811 — 20.05.1820 — 5-я пехотная дивизия
- 20.05.1820 — 10.01.1918 — 2-я пехотная дивизия

К январю 1918 года дивизия была полонизирована, 10 января 1918 года переименована в 5-ю польскую стрелковую дивизию и включена в состав 2-го Польского корпуса. Согласно приказу по Румынскому фронту от 19 февраля 1918 г. дивизия считалась расформированной с 10 января 1918 года.
Отличилась в Первую мировую войну. На фронте дивизии состоялась газовая атака под Сморгонью в августе 1916 г.

## Состав дивизии в начале XX века
- 1-я бригада (1903: Бела (Бяла-Подляска); 1913: Новогеоргиевск)
  - 5-й пехотный Калужский Императора Вильгельма I полк
  - 6-й пехотный Либавский Принца Фридриха-Леопольда Прусского полк
- 2-я бригада (1903: Брест-Литовск; 1913: штаб фельдмаршала Гурко близ Яблонна)
  - 7-й пехотный Ревельский генерала Тучкова 4-го полк
  - 8-й пехотный Эстляндский полк
- 2-я артиллерийская бригада (1903: Бела; 1914: Зегрж)

## Командование дивизии

### Начальники дивизии
(Командующий в дореволюционной терминологии означал временно исполняющего обязанности начальника или командира. Должности начальника дивизии соответствовал чин генерал-лейтенанта, и при назначении на эту должность генерал-майоров они оставались командующими до момента своего производства в генерал-лейтенанты).
- 05.02.1806 — 06.06.1808 — генерал-лейтенант Тучков, Николай Алексеевич
- 06.06.1808 — 08.04.1809[6] — генерал-лейтенант Багговут, Карл Фёдорович
- 05.02.1809 — 19.03.1812[7] — генерал-лейтенант граф Витгенштейн, Пётр Христианович
  - 05.03.1810 — 13.10.1810 — командующий генерал-майор Каховский, Пётр Демьянович
  - 13.10.1810 — 19.03.1812 — командующий генерал-майор Казачковский, Кирилл Фёдорович
- 19.03.1812 — 23.03.1812 — генерал-майор барон Герцдорф, Карл Максимович
- 23.03.1812 — 09.05.1813[8] — генерал-майор (с 18.10.1812 генерал-лейтенант) фон Берг, Григорий Максимович
  - 23.03.1812 — хх.06.1812 — командующий генерал-майор Казачковский, Кирилл Фёдорович
  - хх.10.1812 — 20.04.1813[9] — командующий генерал-майор Казачковский, Кирилл Фёдорович
  - 20.04.1813 — хх.хх.1813 — командующий генерал-майор князь Сибирский, Александр Васильевич
- хх.хх.1813 — 14.11.1817[10] — генерал-лейтенант Казачковский, Кирилл Фёдорович
  - хх.06.1816 — 01.11.1817 — командующий генерал-майор Мезенцев, Владимир Петрович
- 14.11.1817 — 21.02.1819 — генерал-майор Мезенцев, Владимир Петрович
- 10.03.1819 — 11.05.1824[11] — генерал-лейтенант Властов, Егор Иванович
  - хх.хх.1822 — 28.04.1822 — командующий генерал-майор барон Людингаузен-Вольф, Иван Павлович
  - 28.04.1822 — 01.02.1823 — командующий генерал-майор Свечин, Никанор Михайлович
  - 01.02.1823 — 06.02.1824 — командующий генерал-майор барон Людингаузен-Вольф, Иван Павлович
  - 06.02.1824 — 11.05.1824 — командующий генерал-майор Берников, Павел Сергеевич
- 11.05.1824 — 30.03.1829 — генерал-майор (с 22.08.1826 генерал-лейтенант) Криштафович, Егор Константинович
- 30.03.1829 — 06.12.1829 — командующий генерал-майор Берников, Павел Сергеевич
- 06.12.1829 — 30.12.1830[12] — генерал-майор князь Любомирский, Константин Ксаверьевич
  - 07.06.1830 — 18.01.1831 — командующий генерал-майор князь Пхеидзе, Павел Давыдович
- 18.01.1831 — 21.03.1831 — генерал-лейтенант Теслев, Александр Петрович
- 20.03.1831 — 01.11.1831 — генерал-лейтенант Скобелев, Иван Никитич
- 01.11.1831 — 10.01.1834 — генерал-лейтенант Головин, Евгений Александрович
- 10.01.1834 — 09.02.1834 — генерал-лейтенант Руперт, Вильгельм Яковлевич
- 09.02.1834 — 13.05.1835 — генерал-майор Брайко, Михаил Григорьевич
- 13.05.1835 — 30.12.1837 — генерал-лейтенант барон Розен, Роман Фёдорович
- 30.12.1837 — 06.12.1840 — командующий генерал-майор Баранов, Евстафий Евстафьевич
- 06.12.1840 — 10.01.1844 — генерал-лейтенант Карпенко, Моисей Иванович
- 10.01.1844 — 12.10.1848 — генерал-майор (с 06.12.1844 генерал-лейтенант) Щербацкий, Фёдор Григорьевич
- 12.10.1848 — 07.05.1849 — генерал-лейтенант Лабынцев, Иван Михайлович
- 07.05.1849 — 01.07.1850 — генерал-майор (с 06.12.1849 генерал-лейтенант) Адлерберг, Максим Фёдорович
- 01.07.1850 — 07.11.1853 — генерал-лейтенант Белявский, Константин Яковлевич
- 07.11.1853 — 01.08.1861 — генерал-лейтенант Довбышев, Григорий Данилович
- 01.08.1861 — 20.08.1865 — генерал-лейтенант Манюкин, Захар Степанович
- 08.10.1865 — 05.02.1869 — генерал-лейтенант Зотов, Павел Дмитриевич
- 05.02.1869 — 14.03.1876 — генерал-майор (с 17.04.1870 генерал-лейтенант) Набель, Владимир Генрихович
- 14.03.1876 — 20.04.1876 — генерал-лейтенант Карцов, Павел Петрович
- 20.04.1876 — 03.08.1877 — генерал-майор (с 30.08.1876 генерал-лейтенант) Мацнев, Владимир Николаевич
- 03.08.1877 — 02.10.1877 — генерал-майор (с 01.09.1877 генерал-лейтенант) Имеретинский, Александр Константинович
- 02.10.1877 — 18.07.1887 — генерал-майор (с 01.01.1878 генерал-лейтенант) Белокопытов, Сергей Дмитриевич
- 07.09.1887 — до 23.07.1890[13] — генерал-майор (с 30.08.1888 генерал-лейтенант) Станкевич, Антон Осипович
- 14.08.1890 — 31.10.1890 — генерал-лейтенант Войде, Карл Маврикиевич
- 05.11.1890 — 31.08.1892 — генерал-лейтенант Чемерзин, Александр Яковлевич
- 05.10.1892 — 28.02.1897 — генерал-майор (с 30.08.1893 генерал-лейтенант) Маркозов, Василий Иванович
- 01.03.1897 — 08.05.1898 — генерал-майор (с 06.05.1897 генерал-лейтенант) Таубе, Фердинанд Фердинандович
- 08.05.1898 — 27.04.1903 — генерал-майор (с 06.12.1898 генерал-лейтенант) Акерман, Николай Юльевич
- 04.05.1903 — 12.08.1903 — генерал-лейтенант Стессель, Анатолий Михайлович
- 15.09.1903 — 02.08.1904 — командующий генерал-майор Лайминг, Павел Александрович
- 02.09.1904 — 06.02.1907 — генерал-майор (с 06.12.1904 генерал-лейтенант) Пещанский, Георгий Иванович
- 27.02.1907 — 01.09.1912 — генерал-лейтенант Благовещенский, Александр Александрович
- 20.09.1912 — 17.08.1914[14] — генерал-лейтенант Мингин, Иосиф Феликсович
- 27.09.1914 — 15.04.1917 — генерал-лейтенант Васильев, Владимир Михайлович
- 15.04.1917 — 28.04.1917 — командующий генерал-майор Лавдовский, Владимир Александрович
- 20.05.1917 — 08.06.1917 — командующий генерал-майор Швецов, Александр Александрович
- 08.06.1917 — хх.хх.хххх — командующий генерал-майор Игнатьев, Игнатий Петрович

### Начальники штаба
Должность начальника штаба дивизии была введена 1 января 1857 года.
- 01.01.1857 — 18.12.1861 — полковник Бубнов, Николай Андреевич
- 18.12.1861 — 04.02.1863 — подполковник Зверев, Николай Яковлевич
- 04.02.1863 — 04.09.1864 — подполковник (с 27.12.1863 полковник) Гейнс, Александр Константинович
- 04.09.1864 — 28.07.1867 — подполковник (с 27.03.1866 полковник) Андреев, Ипполит Иванович
- 28.07.1867 — 10.06.1869 — подполковник Перлик, Пётр Тимофеевич
- 10.06.1869 — 01.10.1869 — полковник Риттих, Александр-Пётр Фридрихович
- 17.10.1869 — 07.01.1871[15] — полковник Ростковский, Владислав Ромуальдович
- 12.01.1871 — 23.02.1877 — полковник Головин, Василий Михайлович
- 26.02.1877 — 28.11.1879 — полковник Шестаков, Владимир Александрович
  - в 1878 — полковник Липранди, Рафаил Павлович (временно)
- 15.12.1879 — 20.12.1887 — полковник Липранди, Рафаил Павлович
- 31.01.1888 — 03.10.1896 — полковник Шишковский, Николай Феофилович
- 09.10.1896 — 09.07.1898 — полковник Марданов, Александр Яковлевич
- 28.11.1900 — 04.04.1903 — полковник Тимченко, Александр Львович
- 04.08.1903 — 12.08.1904 — и.д. полковник Усов, Николай Николаевич
- 28.09.1904 — 27.08.1907 — подполковник (с 06.12.1904 полковник) Малеев, Дмитрий Павлович
- 18.09.1907 — 31.07.1909 — полковник Потапов, Алексей Степанович
- 31.07.1909 — 24.12.1910 — полковник Каньшин, Пётр Павлович
- 27.02.1911 — 26.01.1914 — полковник Трофимов, Иван Иванович
- 13.04.1914 — 16.05.1915 — и.д. подполковник Фёдоров, Николай Алексеевич
- 16.05.1915 — после 03.01.1917 — подполковник (с 06.12.1916 полковник) Церетели, Иван Филимонович

### Командиры 1-й бригады
В период с 28 марта 1857 по 30 августа 1873 должности бригадных командиров были упразднены.
После начала Первой мировой войны в дивизии была оставлена должность только одного бригадного командира, именовавшегося командиром бригады 2-й пехотной дивизии.
- 05.02.1806 — 14.06.1806 — генерал-майор Сукин, Иван Иванович
- 14.06.1806 — 11.10.1806 — генерал-майор князь Урусов, Александр Петрович
- 23.10.1806 — 29.08.1814[16] — генерал-майор Казачковский, Кирилл Фёдорович
  - 13.10.1810 — 31.03.1811 — командующий полковник Луков, Фёдор Алексеевич
  - 30.08.1811 — хх.06.1812 — командующий полковник Луков, Фёдор Алексеевич
  - хх.10.1812 — 14.08.1813[17] — командующий полковник (с 27.05.1813 генерал-майор) Луков, Фёдор Алексеевич
  - 14.08.1813 — 28.09.1813 — командующий полковник Кафтырев, Яков Васильевич
  - 28.09.1813 — 29.08.1814 — командующий генерал-майор Набоков, Иван Александрович
- 29.08.1814 — 22.07.1816 — генерал-майор князь Сибирский, Александр Васильевич
- 30.08.1816 — 26.05.1817 — генерал-майор Головнин, Василий Данилович
- 22.07.1817 — 25.09.1817 — генерал-майор Бартоломей, Алексей Иванович
- 06.10.1817 — 14.04.1818 — генерал-майор Ховен, Роман Иванович
- 14.04.1818 — 01.05.1818 — генерал-майор Костомаров, Сергей Андреевич
- 01.05.1818 — 12.12.1819 — генерал-майор Колотинский, Михаил Михайлович
- 12.12.1819 — 30.03.1822 — генерал-майор Дитерихс, Андрей Иванович
- 17.04.1822 — 20.01.1830[18] — генерал-майор Берников, Павел Сергеевич
  - 30.03.1829 — 06.12.1829 — командующий полковник Гиллейн фон Гембиц, Карл Осипович
- 20.01.1830 — 12.05.1834 — генерал-майор Неелов, Александр Дмитриевич
- 12.05.1834 — 22.06.1843 — генерал-майор Леман, Павел Михайлович
- 22.06.1843 — 25.12.1849 — генерал-майор Шепелев, Александр Иванович
- 25.12.1849 — 25.04.1850 — генерал-майор Липский, Казимир Яковлевич
- 25.04.1850 — 17.01.1856 — генерал-майор барон Икскуль-фон-Гильденбандт, Александр Александрович
- 17.01.1856 — 28.03.1857 — генерал-майор Калагеоргий, Константин Иванович
- 30.08.1873 — 03.08.1877 — генерал-майор Лыков, Аполлон Фёдорович
- 03.08.1877 — 10.09.1877 — генерал-майор Разгильдеев, Пётр Анемподистович
  - на 01.09.1877 — полковник Коль, Карл-Юлиус Адальбертович (временно)
- 10.09.1877 — 02.10.1877 — генерал-майор Радзишевский, Пётр Иванович
  - на 16.09.1877 — полковник Эльжановский, Казимир Юлианович (временно)
- 02.10.1877 — 31.10.1882 — генерал-майор Скородумов, Николай Иванович
- 20.11.1882 — 09.02.1889 — генерал-майор Бирюков, Павел Сергеевич
- 18.02.1889 — 20.07.1889 — генерал-майор Михеев, Александр Дмитриевич
- 31.07.1889 — 07.02.1894 — генерал-майор Иванов, Владимир Аполлонович
- 26.02.1894 — 10.04.1901 — генерал-майор Завадский, Виктор Валентьевич
- 23.04.1901 — 16.02.1907 — генерал-майор Тюнегов, Алексей Александрович
- 06.04.1907 — 29.11.1911 — генерал-майор Колпиков, Иван Васильевич
  - в 1911 — полковник Бицютко, Константин Яковлевич (временно?)
- 02.12.1911 — 29.07.1914 — генерал-майор Архипов, Александр Александрович
- 03.08.1914 — 07.03.1915 — генерал-лейтенант Регульский, Иосиф Ильич
- 03.04.1915 — 19.05.1915 — генерал-майор Глобачев, Николай Иванович
- 22.05.1915 — 06.03.1917 — генерал-майор Долженков, Павел Матвеевич
- 12.05.1917 — хх.хх.хххх — генерал-майор Харжевский, Иакинф Аполлинариевич

### Командиры 2-й бригады
- 05.02.1806 — 25.09.1807 — генерал-майор Леонтьев, Алексей Алексеевич
- 25.09.1807 — 28.11.1807 — генерал-майор Пассек, Пётр Петрович
- 28.11.1807 — 12.12.1807 — полковник Гарнаульт, Иван Иванович
- 12.12.1807 — 01.08.1809[19] — генерал-майор Булатов, Михаил Леонтьевич
  - 15.04.1808 — 22.07.1808 — командующий генерал-майор Гарнаульт, Иван Иванович
  - 22.07.1808 — 01.08.1809 — командующий полковник (с 14.04.1809 генерал-майор) Сибирский, Александр Васильевич
- 01.08.1809 — 29.08.1814 — генерал-майор князь Сибирский, Александр Васильевич
- 29.08.1814 — 14.11.1817[20] — генерал-майор Мезенцев, Владимир Петрович
  - хх.06.1816 — 02.12.1817 — командующий полковник Гурко, Иосиф Александрович
- 02.12.1817 — 06.02.1824[21] — генерал-майор барон Людингаузен-Вольф, Иван Павлович
  - 01.02.1823 — 30.08.1824 — командующий полковник Тишевский, Игнатий Иванович
- 30.08.1824 — 12.12.1824 — генерал-майор Жерве, Карл Леонтьевич
- 12.12.1824 — 06.12.1831 — генерал-майор Гурко, Иосиф Александрович
- 06.12.1831 — 24.05.1833 — командующий полковник Бергер, Александр Иванович
- 24.05.1833 — 09.02.1834 — генерал-майор Брайко, Михаил Григорьевич
- 09.02.1834 — 13.07.1837 — генерал-майор Анненков, Владимир Егорович
- 13.07.1837 — 13.06.1838[22] — генерал-майор князь Волконский, Дмитрий Александрович
- 02.08.1838 — 11.10.1847 — генерал-майор Адлерберг, Максим Фёдорович
- 11.10.1847 — 06.12.1851 — генерал-майор Ольшевский, Владислав Матвеевич
- 06.12.1851 — 18.12.1854 — генерал-майор Бельгард, Валериан Александрович
  - 06.12.1851 — 01.08.1852 — командующий генерал-майор Михайловский, Яков Павлович
- 18.12.1854 — 28.03.1857 — генерал-майор Корнилович, Пётр Петрович
- 30.08.1873 — 10.09.1877 — генерал-майор Энгман, Карл Лаврентьевич
- 10.09.1877 — 22.09.1882 — генерал-майор Снарский, Александр Францевич
- 07.10.1882 — 17.10.1887 — генерал-майор Пушкарёв, Яков Петрович
- 02.11.1887 — 10.05.1892 — генерал-майор Франк, Николай Александрович
- 01.06.1892 — 19.10.1892 — генерал-майор Макеев, Михаил Петрович
- 19.10.1892 — 22.01.1893 — генерал-майор Калакуцкий, Александр Вениаминович
- 25.01.1893 — 23.09.1896 — генерал-майор Зельгейм, Николай Густавович
- 18.10.1896 — 23.08.1898 — генерал-майор Бротерус, Александр Александрович
- 04.03.1898 — 31.10.1899 — генерал-майор Курч, Степан Осипович
- 31.10.1899 — 01.02.1900 — генерал-майор Нарбут, Василий Александрович
- 15.02.1900 — 12.04.1903 — генерал-майор Акнов, Арсений Иродионович
- 30.04.1903 — 11.12.1903 — генерал-майор Всеволожский, Андрей Дмитриевич
- 11.12.1903 — 15.03.1914 — генерал-майор Регульский, Иосиф Ильич
- 22.03.1914 — 17.08.1914[23] — генерал-майор Аксёнов, Гермоген Семёнович

### Командиры 3-й бригады
В 1833 3-я бригада расформирована.
- 05.02.1806 — 14.06.1806 — генерал-майор барон Герздорф, Карл Максимович
- 14.06.1806 — хх.11.1806 — генерал-майор князь Шаховской, Иван Леонтьевич
- хх.11.1806 — 16.08.1807 — командующий полковник Готовцев, Семён Степанович
- 16.08.1807 — 07.11.1807 — полковник Жилко, Фома Александрович
- 07.11.1807 — 26.08.1812[24] — полковник Фролов, Григорий Николаевич
- 18.10.1812 — 17.03.1815 — генерал-майор Властов, Егор Иванович
- 25.12.1815 — 06.01.1816 — генерал-майор Набоков, Иван Александрович
- 06.01.1816 — 02.03.1816 — генерал-майор Карпенко, Моисей Иванович
- 02.03.1816 — 27.11.1816 — командующий полковник Рейц, Леонтий Леонтьевич
- 27.11.1816 — 20.09.1821 — генерал-майор Жеребцов, Александр Александрович
- 12.12.1821 — 17.08.1828 — генерал-майор Пригара, Павел Онуфриевич
- 26.09.1828 — 17.08.1831[25] — генерал-майор князь Пхеидзе, Павел Давыдович
- 06.10.1831 — 24.05.1833 — командующий полковник Ахлёстышев, Дмитрий Дмитриевич

### Помощники начальника дивизии
В период с 28 марта 1857 года по 30 августа 1873 года помощники начальника дивизии фактически являлись бригадными командирами.
- 28.03.1857 — 15.06.1858 — генерал-майор Калагеоргий, Константин Иванович
- 15.06.1858 — 02.08.1861 — генерал-майор Головачевский, Егор Дмитриевич
- 02.08.1861 — 14.09.1862 — генерал-майор Русинов, Фёдор Иванович
- 14.09.1862 — 05.06.1864 — генерал-майор Эггер, Артур Фёдорович
- 05.06.1864 — 06.10.1865 — генерал-майор Дрейер, Николай Николаевич
- 06.10.1865 — хх.хх.1869 — генерал-майор Чёртов, Александр Аркадьевич
- хх.хх.1869 — 30.08.1873 — генерал-майор Амантов, Афанасий Мартынович

### Командиры 2-й артиллерийской бригады
Номер в наименовании артиллерийской бригады изменялся параллельно с номером пехотной дивизии, к которой бригада была приписана.
До 1875 г. должности командира артиллерийской бригады соответствовал чин полковника, а с 17 августа 1875 г. — чин генерал-майора.
- 23.08.1806 — 23.03.1808 — полковник (с 07.11.1807 генерал-майор) граф Сиверс, Яков Карлович
- 23.03.1808 — 06.10.1809 — подполковник Клингенберг, Александр Фёдорович
- 06.10.1809 — 14.02.1811 — полковник Штаден, Евстафий Евстафьевич
- 14.02.1811 — 30.10.1811 — подполковник Судаков, Яков Яковлевич
- 13.11.1811 — 18.03.1816 — подполковник (с 19.07.1812 полковник) Мурузи, Егор Александрович
- 18.03.1816 — 14.06.1816 — полковник Ляпунов, Семён Ефимович
- 14.06.1816 — 14.12.1816 — полковник Жураковский, Иван
- 20.12.1817 — 21.01.1818 — полковник Талызин, Евстигней Петрович
- 21.01.1818 — 08.08.1818 — полковник Таптыков, Пётр Николаевич
- 08.08.1818 — 14.01.1820 — полковник Демидов
- 16.02.1820 — 08.01.1824 — подполковник Малченко, Данила Петрович
- 08.01.1824 — 27.01.1826[27] — полковник Беклемишев, Илья Александрович
- 31.01.1826 — 09.06.1832 — подполковник (с 25.06.1827 полковник) Ваксмут, Александр Яковлевич
- хх.хх.хххх — 24.04.1833 — подполковник Бахтин
- 24.04.1833 — 17.05.1838 — полковник Сикстель, Василий Христианович
- 17.05.1838 — 27.02.1840 — полковник (с 26.03.1839 генерал-майор) Лазарев-Станищев, Павел Акимович
- 17.04.1840 — 08.08.1847[28] — полковник Кеслин, Пётр Петрович
- 23.08.1847 — 27.11.1853 — полковник (с 06.12.1851 генерал-майор) Булгаков, Абрам Николаевич
- 16.02.1854 — 26.01.1865 — полковник (с 08.11.1861 генерал-майор) Олохов, Аполлон Алексеевич
- 26.01.1865 — 20.03.1865 — полковник Карманов, Николай Александрович
- 20.03.1865 — 16.05.1865 — полковник Мирный, Иван Игнатьевич
- 16.05.1865 — хх.хх.1867 — полковник Мореншильд, Отто Борисович
- 01.06.1867 — 17.07.1876 — полковник (с 30.08.1875 генерал-майор) Дрентельн, Юлий Максимович
- 17.07.1876 — 13.01.1877 — полковник (с 30.08.1876 генерал-майор) Энгель, Владимир Александрович
- 13.01.1877 — хх.хх.1879 — полковник (с 10.07.1878 генерал-майор) Бураго, Иван Михайлович
  - на 11.04.1879 — подполковник Никитин (временно?)
- 25.03.1879 — 05.10.1883 — полковник (с 30.08.1882 генерал-майор) Леман, Дмитрий Александрович
- 05.10.1883 — хх.хх.1885 — генерал-майор Терейковский, Корнилий Алексеевич
- 18.12.1885 — 05.07.1889 — генерал-майор Дитерикс, Давыд Егорович
- 05.07.1889 — 16.08.1894[29] — генерал-майор Сафонов, Николай Дмитриевич
- 05.09.1894 — 29.10.1899 — генерал-майор Лазарев, Николай Степанович
- 29.12.1899 — 02.03.1905 — полковник (с 06.12.1900 генерал-майор) фон Завацкий, Владимир Николаевич
- 08.04.1905 — 22.02.1906[30] — командующий полковник Михайлов, Николай Васильевич
- 18.03.1906 — 18.09.1906 — генерал-майор Прохорович, Владимир Афанасьевич
- 04.10.1906 — 28.02.1907 — командующий полковник Шикун, Николай Григорьевич
- 17.03.1907 — 29.05.1910 — полковник (с 22.04.1907 генерал-майор) Грипенберг, Евгений Эдуардович
- 04.06.1910 — 17.08.1914[31] — генерал-майор Гартунг, Лев Фёдорович
- 22.12.1914 — 26.03.1917 — полковник (с 16.02.1915 генерал-майор) Данилов, Василий Николаевич
- 26.03.1917 — хх.хх.хххх — полковник (с 16.10.1917 генерал-майор) Бровцын, Василий Алексеевич

### Командиры кавалерийской бригады 4-й (с 04.05.1806 5-й) дивизии
В 1810 г. кавалерия выведена из состава дивизии.
- 05.02.1806 — 01.01.1807 — генерал-майор барон фон дер Остен-Сакен, Ерофей Кузьмич
- 01.01.1807 — 16.08.1807 — командующий генерал-майор Чарныш, Иван Иванович
- 16.08.1807 — 01.01.1808 — генерал-майор Раевский, Николай Николаевич
- 01.01.1808 — 13.10.1810[33] — генерал-майор Каховский, Пётр Демьянович
  - 05.03.1810 — 13.10.1810 — командующий генерал-майор Чарныш, Иван Иванович